# Thomas Hunt Morgan
Thomas Hunt Morgan (Lexington (Kentucky), 25 de setembro de 1866 — Pasadena, 4 de dezembro de 1945) foi um zoólogo e geneticista estadunidense.
Aos vinte anos se formou na Universidade de Kentucky, obtendo um doutorado em 1890 após sua formação na Universidade Johns Hopkins em Baltimore, no Estado de Maryland, Estados Unidos. Em 1904 foi nomeado como professor catedrático de Zoologia na Universidade Columbia, Estado Nova York, Estados Unidos, onde exerceu por vinte e quatro anos. No ano de 1928 mudou-se para o Estado da Califórnia, para os Laboratórios Kerkoff, em Pasadena, Estados Unidos, onde ficou até a sua aposentadoria. Em 1933 recebeu Prêmio Nobel por provar que os cromossomos são portadores de genes. No dia quatro de dezembro 1945, faleceu com 79 anos, Pasadena, estado da Califórnia, Estados Unidos.
Morgan iniciou seus estudos e experimentos na área da embriologia, fisiologia, desenvolvimento ontogenético e desenvolvimento animal. Publicou alguns livros, um deles relacionado embriologia “Experimental Embriology” publicado em 1927. Escreveu artigos relacionados à determinação e assimetria no desenvolvimento de vários animais marítimos, em dependência das primeiras divisões dos núcleos. Outros trabalhos de grande importância de publicação foram entre 1905 e 1942 dedicadas à fisiologia, histologia e genética da autoesterilidade em certos animais hermafroditos do grupo dos Ascídios. Também obteve trabalhos determinando o sexo dos Afídeos. Algumas técnicas desenvolvidas por Morgan e seu grupo ao decorrer dos seus estudos são usados até hoje como método de análise genético. Mas seu trabalho que obteve grande repercussão na mídia científica e premiações foi o estudo com as Drosophila melanogaster. Onde gerou cerca dez milhões de moscas e cem gerações para seu experimento, obtendo grandes conclusões e suposições as teorias geradas.
Seus estudos relacionados à herdabilidade genética foi ao decorrer da descoberta dos princípios Gregor Mendel, que o inspirou onde teve início ao trabalhar com camundongos e ratos. Porém em 1909 direcionou seus estudos para mosca das frutas (Drosophila melanogaster), onde se obteria mais resultados e características distintas. Essas características estavam voltadas como formato das asas, cor do corpo, cor dos olhos, venação das asas. A escolha para trabalhar com esse organismo não foi ao acaso, a mosca das frutas possuíam um ciclo de geração e reprodutivo muito curto. Possibilitando em um curto espaço de tempo vários experimentos.  A “Sala das Moscas” teve grande importância para história da Biologia onde conseguiram esclarecer vários fatos da ciência como herança ligada ao sexo, mapeamento gênico, epistasia e os alelos múltiplos.
Essas variações possibilitaram diagnosticar diferentes combinações gênicas, que trouxeram resultados no controle característico distinto de cada indivíduo. Após um ano de experimentos, observou-se um macho com olhos brancos se destacando das demais com olhos vermelhos. Com esse achado Morgan, começou uma série de cruzamentos para tentar explicar essa característica distinta que foi observada.
Onde começou a cruzar raças puras, onde obtiveram todas as fêmeas com olhos vermelhos e apenas três machos com olhos brancos. Concluindo-se que, cruzamento com indivíduo homozigoto dominante e um homozigoto recessivo iria gerar heterozigotos com características dominantes. E o resultado para terem olhos brancos seria dos recessivos. Ao cruzar a geração F1 desse mesmo experimento entre eles, observou que a geração F2 de fêmeas tinham olhos vermelhos e ½ dos machos tiveram olhos vermelhos e a outro ½ olhos brancos. O que não era esperado onde deveriam aparecer apenas ¼ da prole recessiva dos machos, quanto das fêmeas na mesma proporção.
Com esse novo resultado chegou à outra conclusão, onde propôs que o locus ligado à coloração está no cromossomo X. Como as fêmeas possuem dois cromossomos X, elas podem ser tanto homozigotas ou heterozigotas. E os machos com apenas um cromossomo X carregam um único alelo de cor de olho, não sendo homozigotos ou heterozigotos para essa característica. Porém podem ser ditos como hemizigotos o que seria um indivíduo diploide, portador de apenas um alelo de determinado gene. Para provar essa hipótese, cruzou fêmeas de olhos brancos e machos com olhos vermelhos. E consequentemente observou todas as fêmeas com olhos vermelhos e todos os machos com olhos brancos, concluindo sua hipótese que está característica está ligada ao cromossomo X.
Alguns dos alunos de Morgan, da Universidade Columbia e do Instituto de Tecnologia da Califórnia (Caltech) seguiram a pesquisa e ganharam os seus próprios prémios Nobel, incluindo George Wells Beadle, Edward B. Lewis e Hermann Joseph Muller. Em homenagem a Morgan, a Genetics Society of America condecora anualmente um dos seus membros com a medalha de Thomas Hunt Morgan por contribuições significantes para a ciência genética. O prémio Nobel Eric Richard Kandel escreveu o seguinte sobre Morgan:
"Assim como as descobertas de Charles Darwin sobre a evolução de espécies animais definiram a biologia do século XIX como uma ciência descritiva, as descobertas de Morgan sobre os genes e sua localização nos cromossomos ajudaram a transformar a biologia em uma ciência experimental.".